# Nissan Bluebird
Nissan Bluebird – seria samochodów osobowych klasy średniej produkowanych przez japońską firmę Nissan w latach 1957–2001. Modele dostępne były m.in. jako 5-drzwiowe kombi, 4-drzwiowe sedany czy 2-drzwiowe coupé. Do napędu używano silników R4 i V6, także z turbodoładowaniem. Moc przenoszona była na oś tylną (wczesne modele), później na oś przednią (opcjonalnie AWD) poprzez 4-biegową automatyczną bądź 5-biegową manualną skrzynię biegów. Powstało czternaście generacji modelu.

## Dane techniczne ('87 R4 2.0 Turbo AWD)

### Silnik
- R4 2,0 l (1998 cm³), 4 zawory na cylinder, DOHC, turbo
- Układ zasilania: wtrysk
- Średnica cylindra × skok tłoka: 86,00 mm × 86,00 mm
- Stopień sprężania: 8,5:1
- Moc maksymalna: 205 KM (151 kW) przy 6000 obr./min
- Maksymalny moment obrotowy: 275 N•m przy 4000 obr./min

### Osiągi
- Przyspieszenie 0-100 km/h: b/d
- Prędkość maksymalna: 230 km/h

## Dane techniczne ('93 R4 1.8)

### Silnik
- R4 1,8 l (1838 cm³), 4 zawory na cylinder, DOHC
- Układ zasilania: wtrysk
- Średnica cylindra × skok tłoka: 82,50 mm × 86,00 mm
- Stopień sprężania: 10,0:1
- Moc maksymalna: 125 KM (92 kW) przy 6000 obr./min
- Maksymalny moment obrotowy: 157 N•m przy 4800 obr./min

### Osiągi
- Przyspieszenie 0-100 km/h: b/d
- Prędkość maksymalna: b/d

## Galeria

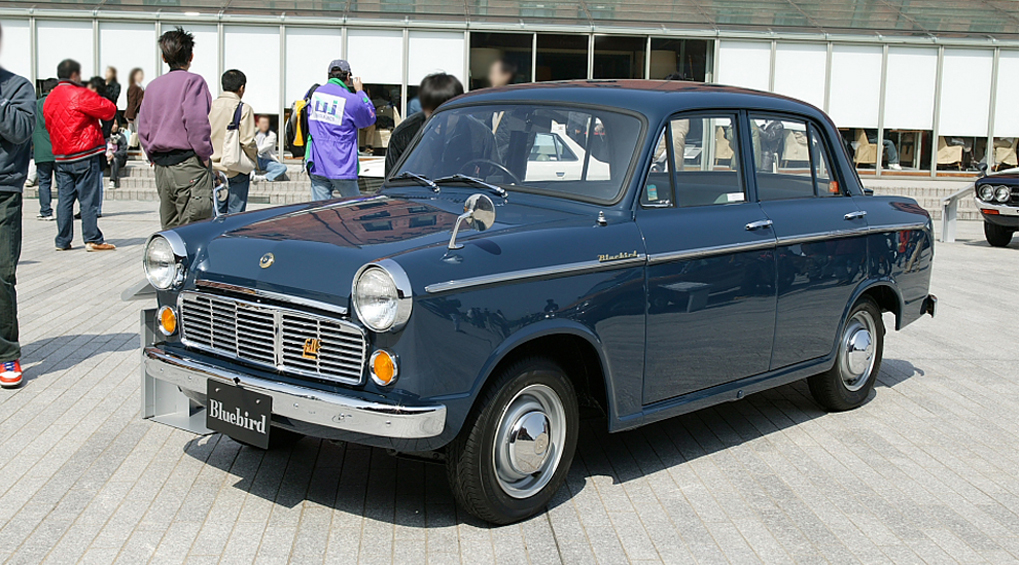
Datsun Bluebird 310
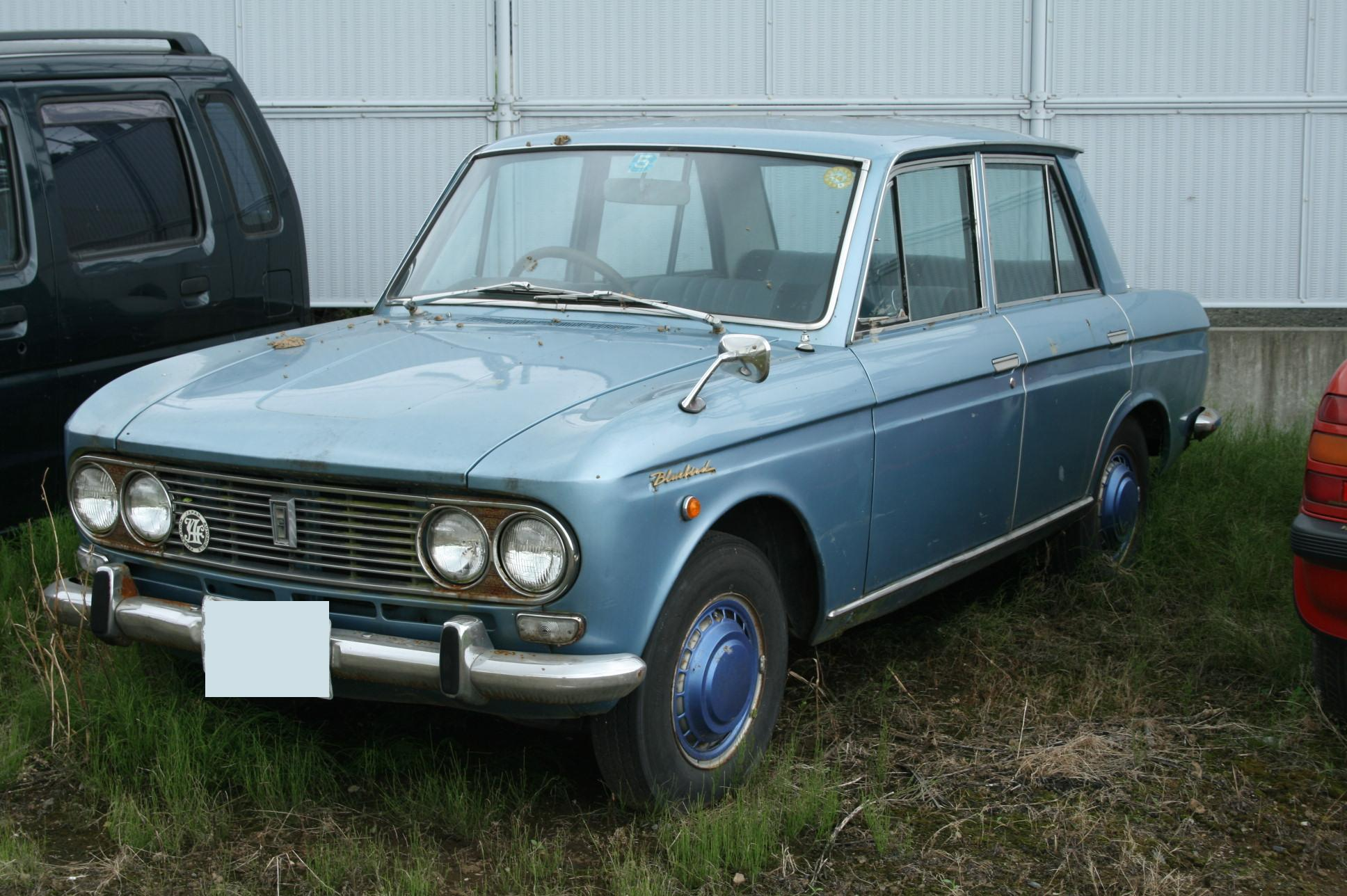
Nissan Bluebird 410
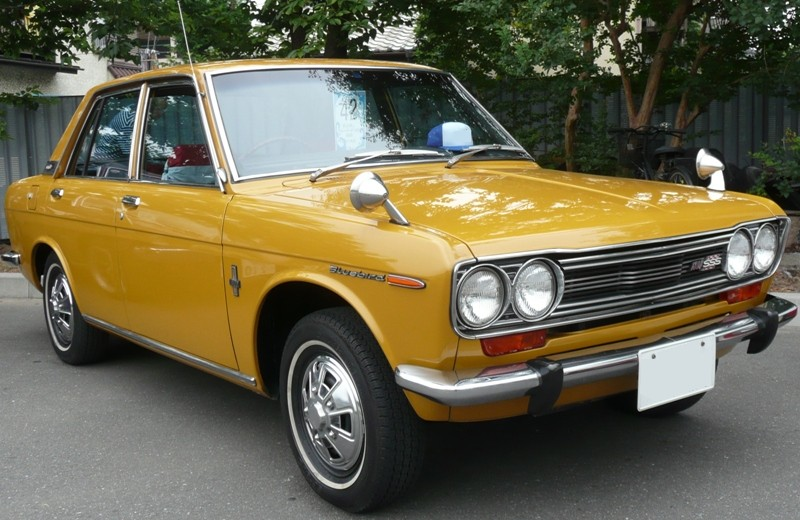
Datsun Bluebird 510
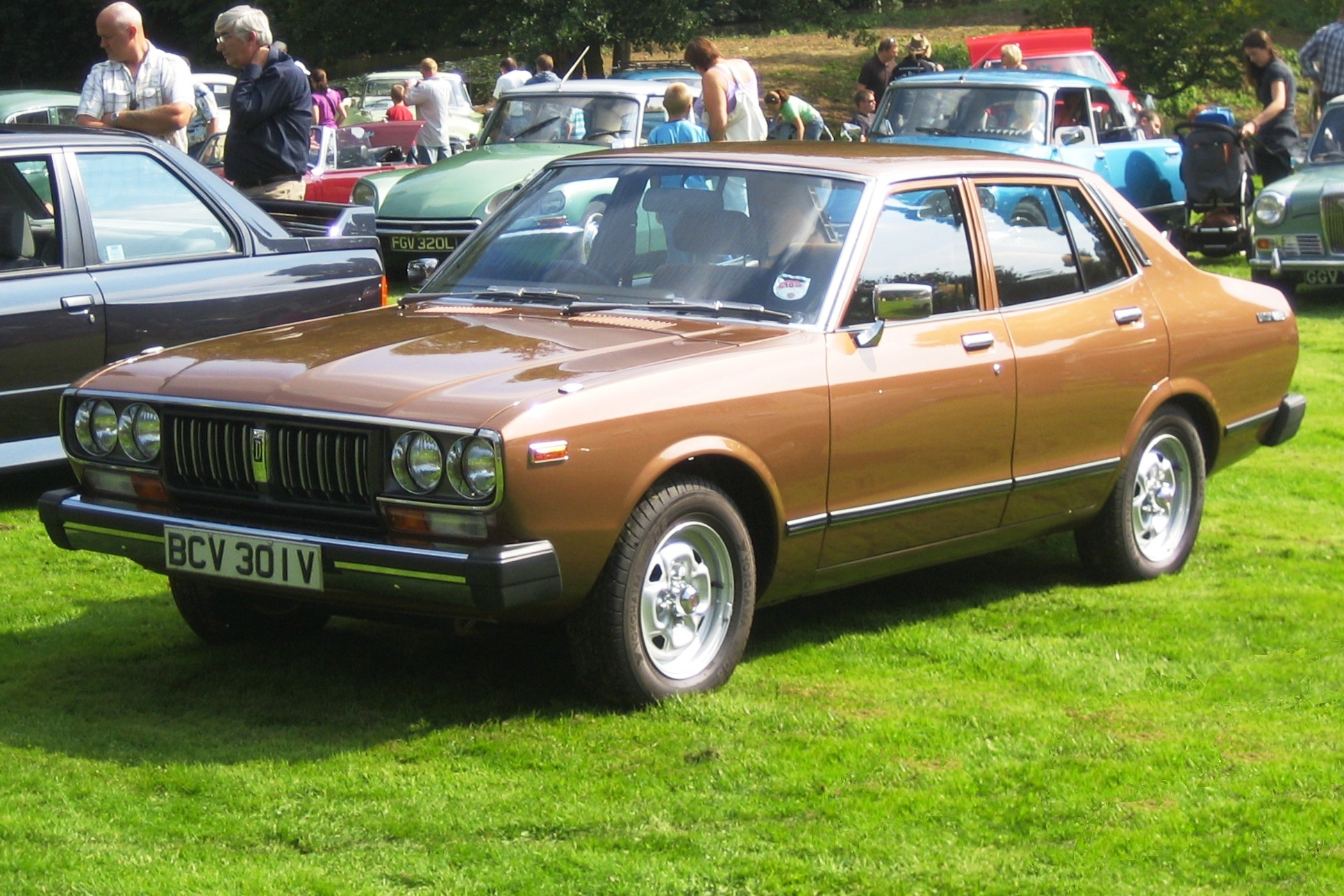
Datsun Bluebird 810
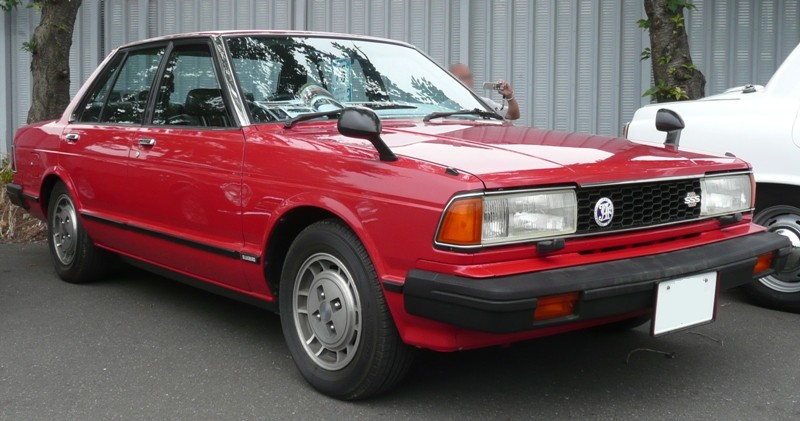
Datsun Bluebird 910
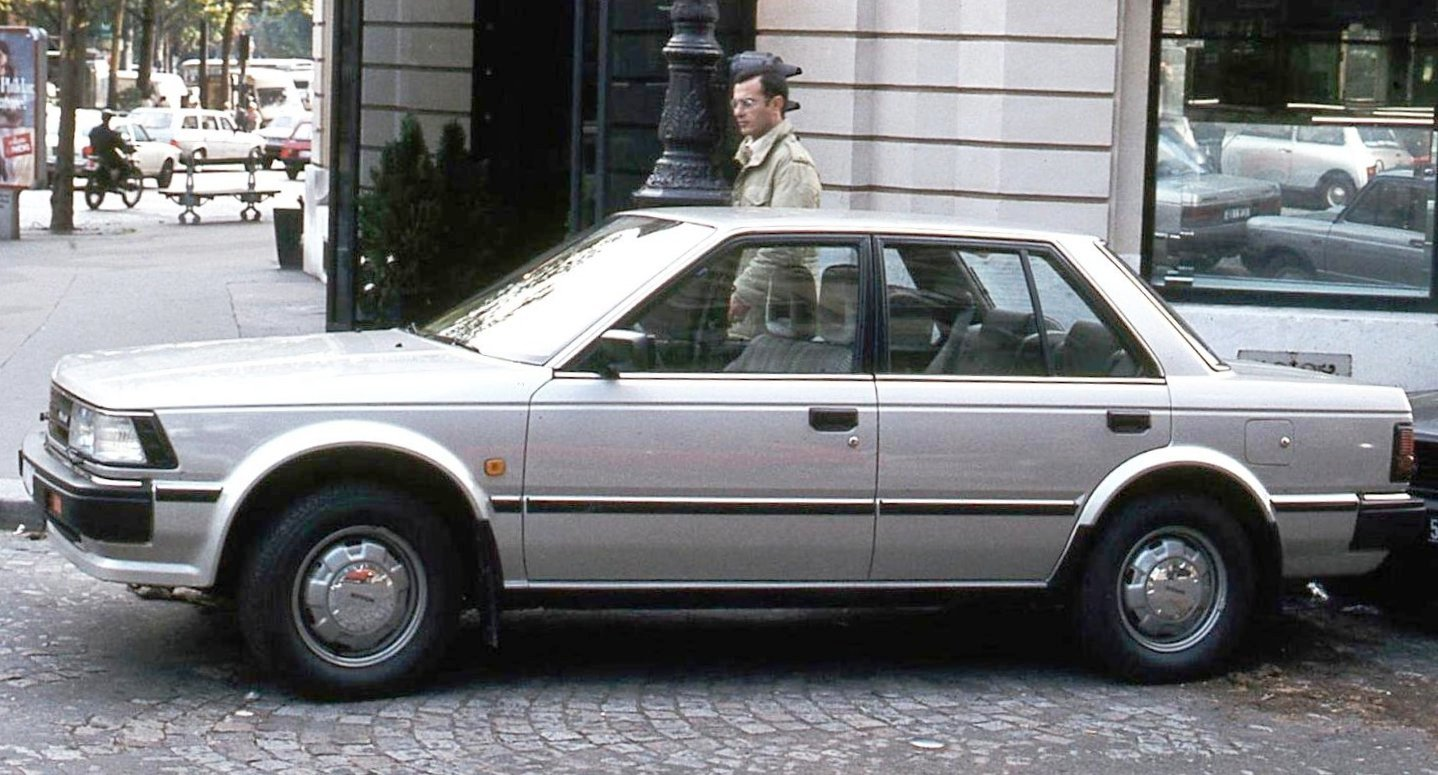
Nissan Bluebird U11
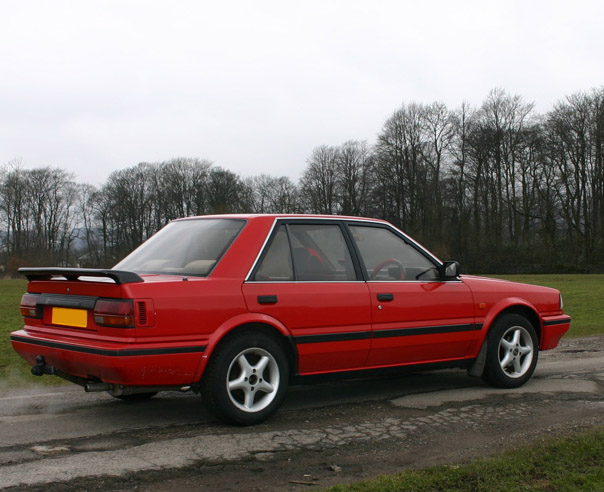
Nissan Bluebird T72
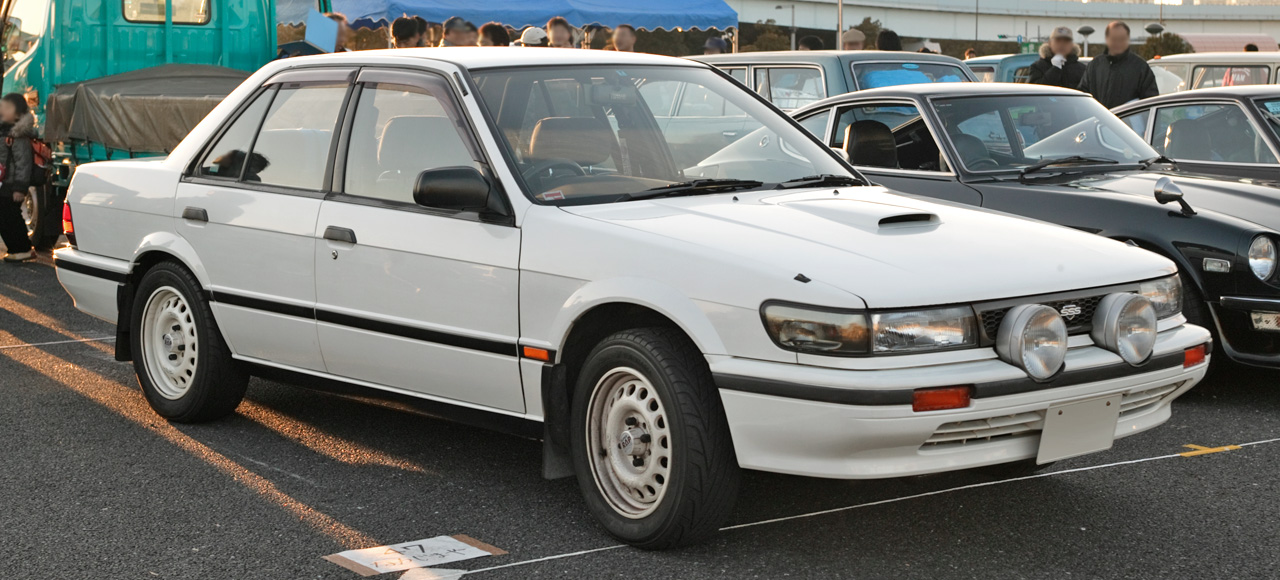
Nissan Bluebird U12
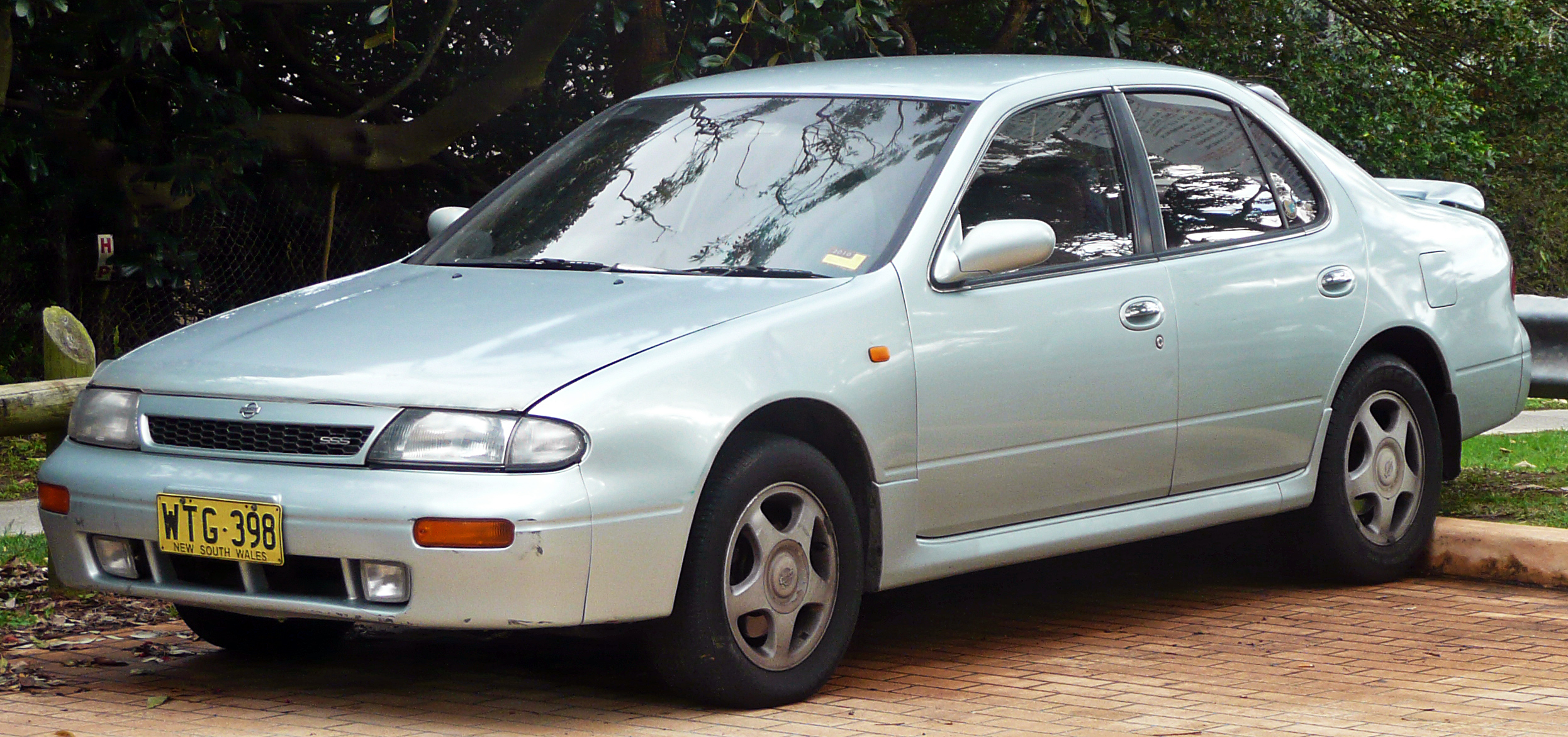
Nissan Bluebird U13
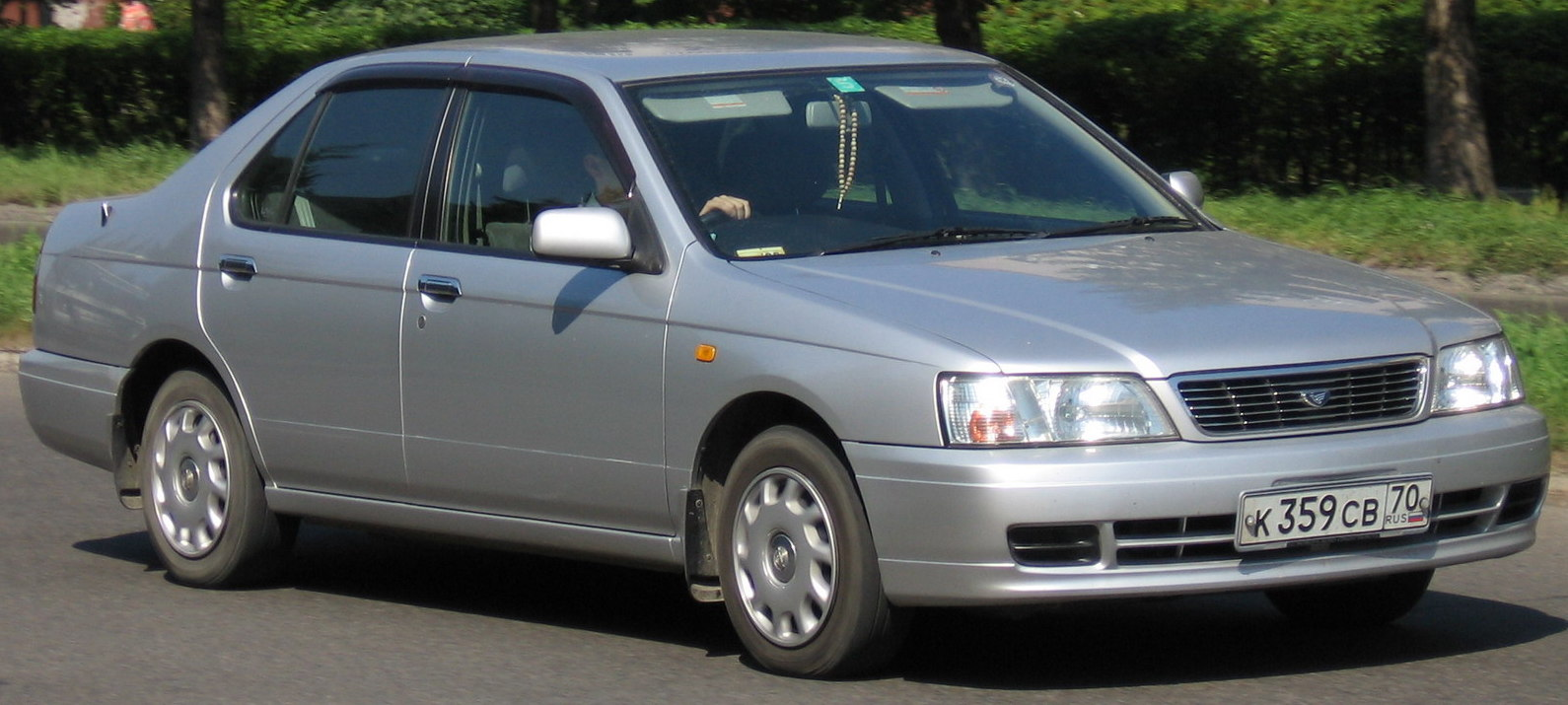
Nissan Bluebird U14